# Groene Boekje

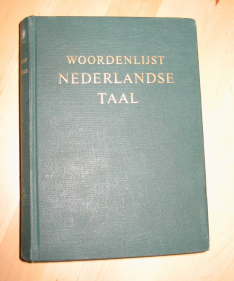
Un Groene Boekje de 1954.

Le groene boekje ou la liste des mots de la langue néerlandaise (en néerlandais : Woordenlijst Nederlandse Taal), [ˈʋoːrdənˌlɛist ˈneːdərˌlɑntsə ˈtaːl] ) est un lexique utilisant l'orthographe normative de la langue néerlandaise (voir : orthographe néerlandaise ). Il est officiellement établi par l'Union de la langue néerlandaise (Nederlandse Taalunie). En raison de la couleur de sa couverture, il est mieux connu sous le nom de livret vert (het Groene Boekje). Il diffère d'un dictionnaire en ce qu'il ne donne pas la signification des mots, mais seulement leur orthographe officielle.

## Éditions
Le livret vert est publié par Sdu aux Pays - Bas et Lannoo en Flandre. Il est vendu en édition papier et sur CD-ROM. L'Union de la langue néerlandaise propose une version Internet officielle gratuite de la liste. La dernière édition a été publiée le 13 octobre 2015.

## Historique
La première publication remonte à 1954. Une liste de mots révisée n'a été publiée qu'en 1990. La publication la plus récente date de 2015. Son contenu ne diffère pas de la version précédente publiée en 2005. L'orthographe actuelle est en vigueur depuis le 1er août 2006.
En 1994, le comité des ministres de l'Union de la langue néerlandaise a décidé que la liste de mots du livret vert serait mise à jour tous les dix ans. Dans l'édition 2005, environ 500 mots néerlandais du Suriname ont été inclus pour la première fois, comme convenu lorsque le Suriname a rejoint l'Union en janvier 2005.
Le livret vert ne doit pas être confondu avec le dictionnaire vert, qui est également une publication de Sdu.

## Critique
Le livret vert a été critiqué ces dernières années en raison de ses règles compliquées telles que les règles sur la façon d'utiliser un -n entre certains mots composés. Les opposants affirment que les règles sont trop floues et changent trop rapidement, ce qui pose des problèmes dans l' éducation. Les enseignants et les élèves se plaignent du manque de règles simples et des nombreuses exceptions.
En décembre 2005, plusieurs grands journaux et magazines néerlandais et le diffuseur NOS ont annoncé qu'ils boycotteraient la dernière édition du livret vert. On dit qu'il est trop déroutant, illogique et irréalisable pour être utilisable. Au lieu de cela, ils suivront l'orthographe qui est présentée dans le livret blanc (Witte Boekje). En Flandre, les médias utilisent l'orthographe officielle du livret vert.

## Le livre jaune
Bien que le "livret vert" soit également la liste officielle de mots pour les Flamands ceux-ci utilisent des mots qui ne figurent pas dans le livret vert et qui ne sont pas connus des habitants des Pays-Bas. Cependant, ces mots sont si couramment utilisés en Flandre que la plupart des gens ne savent pas qu'ils ne sont pas officiels. Beaucoup de ces mots sont utilisés dans les journaux, les magazines et la télévision. Le 31 janvier 2015, De Standaard et certains professionnels de la langue ont publié le Livre jaune. Dans ce livre, un mot est imprimé en noir ou en gris. Un mot noir est un mot non officiel, mais accepté par De Standaard dans ses articles. Un mot gris est un mot non officiel qui ne peut pas être utilisé. Il est prévu que d’autres médias flamands utilisent le Livre jaune.